# 川之江城
川之江城（かわのえじょう）は、愛媛県四国中央市川之江町の鷲尾山（城山）にある日本の城。別名の仏殿城の名でも著名である。

## 概要
伊予・讃岐・土佐・阿波を結ぶ交通の要衝である川之江の鷲尾山山頂に位置した川之江城は、南北朝時代から戦国時代にかけての城であり、別名仏殿城といわれるように本来は仏閣であった。
昭和59年（1984年）に川之江市制施行30周年記念事業の一環として城山公園整備事業が行われ、本丸跡に天守、涼櫓、櫓門、隅櫓、控塀などが建築された。犬山城天守を模した天守であり、その他の石垣や櫓、城門等も史実に即したものではなく、当時の名残を留めるものは、模擬天守の石垣の周囲に残存する僅かな石垣だけである。
城の縄張りは標高62mの鷲尾山山頂を主郭とする階郭式の山城である。城地の主要部分は石垣が配されており、加藤嘉明再建時のものと見られる。また、山を区画するように堀切や竪堀も存在し、これらは中世期の名残と推測される。

## 歴史
南北朝時代、南朝方の武将であった河野氏の砦のひとつとして、土肥義昌が南朝：延元2年/北朝：建武4年（1337年）に川之江城を築いた。しかし南朝：興国3年/北朝：暦応5年・康永元年（1342年）に細川頼春の攻撃を受けて落城、土肥義昌は討ち死を遂げた。交通の要衝であった川之江城はそれからも攻略対象となり、南朝 : 正平19年/北朝 : 貞治3年（1364年）と、南朝 : 天授5年/北朝 : 永和5年・康暦元年（1379年）にも落城の憂き目にあっている。その後細川野州家の持城になっていたが、細川通董は独力での川之江の維持が不可能として、毛利氏の助力を求めて備中国へと去り、この地は河野氏に譲渡された。
河野氏の所領になった川之江城は妻鳥友春が城主となったが、元亀3年（1572年）に三好氏配下の薦田大和守の攻撃を受けている。その後、妻鳥友春は金子元宅を通じて土佐の長宗我部氏へ寝返ったため、河野氏配下の河上安勝の攻撃を受けて落城、河上安勝が城主となる。しかし、天正10年（1582年）に土佐の長宗我部氏の攻撃を受けて、川之江城は再び落城、河上安勝も討ち死にした。
天正13年（1585年）6月16日、豊臣秀吉の四国平定軍が四国へ侵攻を開始（四国攻め）。怒涛の勢いで四国各地を席巻する。川之江城も豊臣軍による攻囲を受けたが、攻囲中の7月25日に長宗我部氏は降伏して、川之江城は開城となった。以後の川之江地方は小早川氏、福島氏、池田氏、小川氏と目まぐるしく領主が変わったが、慶長5年（1600年）の関ヶ原の戦いの後に伊予国に移封された加藤嘉明が川之江を領すると、慶長7年（1602年）に城を織豊系城郭へと改築した。しかし、嘉明が居城を伊予松山城へ移すと川之江城は廃城になった（一国一城令で廃城になったとも）。
一柳直家が寛永13年（1636年）に川之江藩を立藩し、城を再築しようとしたが、寛永19年（1642年）に死去。領地は収公され、以後の川之江は天領になったため再築されることはなかった。

## アクセス
国道11号山下公園前交差点の川之江城標識から西へ折れ、約650m先の金生川大江橋手前を鋭角に右折、約350mで城山公園麓に到着。一方通行進入禁止の標識手前すぐ左の登り道に進入、約350mで城山公園山頂駐車場に到着。

## 付近の観光スポット
- 三角寺（四国八十八箇所霊場の第六十五番札所）
- 翠波高原
- 霧の森
- 霧の高原
- 塩塚高原